# Euploea rogeri
Euploea rogeri is een vlinder uit de familie van de Nymphalidae. De wetenschappelijke naam van de soort is voorgesteld door Carl Geyer in een publicatie uit 1837.
Deze soort is beschreven aan de hand van een vrouwtje uit ongeveer 1820. Het type-exemplaar is verloren gegaan en is nu bekend van slechts twee illustraties van Geyer. Henry Legrand suggereerde in 1965 dat het om een synoniem gaat van Euploea mitra, terwijl James M. Lawrence in 2009 suggereerde dat het een uitgestorven ondersoort zou kunnen zijn van de Mauritiaanse soort, Euploea euphon.